# A New Machine
A New Machine è un brano musicale del gruppo progressive rock inglese Pink Floyd, contenuto nell'album A Momentary Lapse of Reason e scritto da David Gilmour.
Il brano è diviso in due parti, situate in due tracce diverse dell'album (la prima parte nella traccia 7 e la seconda nella traccia 9). Tra le due parti è situato il brano strumentale Terminal Frost. Il narratore (David Gilmour) esprime tutta la stanchezza per la vita che sta vivendo, e attende impazientemente la morte, ma cerca consolazione nel fatto che questa "attesa" finirà.
È il primo brano dei Pink Floyd accreditato solo a David Gilmour da Childhood's End, contenuto nell'album Obscured by Clouds del 1972.

## Formazione
- David Gilmour - Voce, sintetizzatore
- Patrick Leonard - Sintetizzatore